# Eminescu - O călătorie virtuală în absolut
Eminescu - O călătorie virtuală în absolut este un film românesc din 2000 regizat de Anca Damian.